# Michigan hot dog
El Michigan hot dog, conocido también como Michigan es una especialidad en forma de hot dog que se sirve en los puestos callejeros de Míchigan (Estados Unidos). Se elabora con un frankfurter cocido al vapor y acompañado de una salsa cárnica que se denomina en Míchigan como "Michigan Sauce". Los michigans suelen ser servidos con, o sin, cebolla picada. Este hot dog es muy popular en la zona de North Country, Nueva York. Es conocido que los anuncios publicitarios más antiguos para los Michigan fueron publicados el 27 de mayo de 1927 en el diario Plattsburgh Republican.

## Variantes
El "Coney Dog" denominado "Coney Island Hot Dog" es un hot dog muy similar, cubierto con cebollas picadas pero además con chili o una salsa no-cárnica denominada coney sauce. 